# Østlig piskedrossel
Østlig piskedrossel (Psophodes olivaceus) er en spurvefugl, der lever i det østlige Australien.